# جيو نيوز
جيو نيوز هي قناة إخبارية باكستانية خاصة. اشتهرت بتقديم الصحفي حامد مير عليها برنامجه كابيتال تاك.